# Danielle Robinson
Danielle Robinson (nacida el 10 de mayo de 1989 en San José, California) es una jugadora de baloncesto que actualmente milita en la plantilla de las San Antonio Stars de la WNBA.

## Universidad
Reclutada por las Oklahoma Sooners en su salida de la High School, en su primera temporada inmediatamente fue designado Rookie del Año en la conferencia Big 12. Fue cuatro veces elegida para el mejor equipo defensivo de la conferencia Big 12. Concluyó su carrera académica, incluyendo haber llevado a su equipo a la Final Four en 2010, con 2,138 puntos y 726 asistencias, 309 robos se unió a Nancy Lieberman y Dawn Staley, después Courtney Vandersloot como una de las pocas jugadoras que acumulan más de 2,000 puntos, 700 asistencias y 300 robos.

## USA Basketball
Robinson fue nombrada miembro del equipo que representó a USA en los Juegos Mundiales Universitarios 2009, celebrada en Belgrado, Serbia. El equipo ganó los siete partidos para ganar la medalla de oro. Robinson promedió 4.6 puntos por partido.

## WNBA
Robinson fue elegido en la primera ronda (puesto 6) del Draft 2011 de la WNBA por las San Antonio Silver Stars.
Robinson establecida rápidamente a sí misma como tal vez la atleta más rápida en la WNBA. Robinson fue nombrada al equipo All-Star de la conferencia oeste en su tercera temporada en la liga, y lideró la liga en asistencias por partido, ganando el premio Peak Performers de la WNBA de asistencias.

## Estadísticas

### Temporada regular
| Año   | Equipo      | PJ | PT | MPP  | %TC  | %3P  | %TL  | RPP | APP | ROB | TPP | PPP  |
| ----- | ----------- | -- | -- | ---- | ---- | ---- | ---- | --- | --- | --- | --- | ---- |
| 2011  | San Antonio | 34 | 9  | 23.1 | .460 | .000 | .903 | 2.3 | 3.9 | .8  | .1  | 8.2  |
| 2012  | San Antonio | 34 | 34 | 28.9 | .541 | .000 | .782 | 2.5 | 4.3 | 1.4 | .1  | 9.9  |
| 2013  | San Antonio | 25 | 25 | 27.8 | .444 | .000 | .797 | 3.1 | 6.7 | 1.4 | .2  | 11.2 |
| Total | Total       | 93 | 68 | 27.8 | .484 | .000 | .840 | 2.6 | 4.8 | 1.2 | .1  | 9.6  |

### Playoffs
| Año   | Equipo      | PJ | PT | MPP  | %TC  | %3P  | %TL   | RPP | APP | ROB | TPP | PPP  |
| ----- | ----------- | -- | -- | ---- | ---- | ---- | ----- | --- | --- | --- | --- | ---- |
| 2011  | San Antonio | 3  | 3  | 30.0 | .259 | .000 | 1.000 | 3.0 | 2.3 | 1.7 | .0  | 5.3  |
| 2012  | San Antonio | 2  | 2  | 32.5 | .450 | .000 | 1.000 | 4.0 | 4.5 | .5  | .0  | 12.0 |
| Total | Total       | 5  | 5  | 30.8 | .340 | .000 | 1.000 | 3.4 | 3.2 | 1.2 | .0  | 8.0  |

## Premios y honores
- Mejor VIII NCAA Today's (2011)
- Mención honorable en el equipo All-America State Farm Coaches' (2011)
- Segundo Mejor Equipo All-America Associated Press (2011)
- Mejor Equipo All-America State Farm Coaches' (2010)
- Tercer Mejor Equipo All-America Associated (2010)
- Mención honorable en el mejor All-America Associated Press (2009)
- Mejor Quinteto All-Big 12 (2009, 2010, 2011)
- Mejor Quinteto Defensivo All-Big 12 (2008, 2009, 2010, 2011)
- Mejor Quinteto del Torneo NCAA Femenina (2010)
- Mejor Quinteto del Torneo Regional NCAA Kansas City (2010)
- Equipo Campeón de All-Big 12 (2010, 2011)
- Campeona de la NCAA Oklahoma City All-Regional Team (2009)
- Freshman del Año Big 12 (2008)
- Segundo Quinteto Capital One Academic All-America (2011)
- Primer Quinteto Capital One Academic All-District (2009, 2011)
- Primer Quinteto Academic All-Big 12 (2009, 2010, 2011)